# Bordentown
Bordentown és una població dels Estats Units a l'estat de Nova Jersey. Segons el cens del 2006 tenia 3.953 habitants.

## Demografia
Segons el cens del 2000, Bordentown tenia 3.969 habitants, 1.757 habitatges, i 989 famílies. La densitat de població era de 1.665,7 habitants/km².
Dels 1.757 habitatges en un 24,9% hi vivien nens de menys de 18 anys, en un 39,2% hi vivien parelles casades, en un 13,1% dones solteres, i en un 43,7% no eren unitats familiars. En el 35,7% dels habitatges hi vivien persones soles el 10,9% de les quals corresponia a persones de 65 anys o més que vivien soles. El nombre mitjà de persones vivint en cada habitatge era de 2,23 i el nombre mitjà de persones que vivien en cada família era de 2,93.
Per edats la població es repartia de la següent manera: un 20,9% tenia menys de 18 anys, un 7,7% entre 18 i 24, un 34,2% entre 25 i 44, un 23,2% de 45 a 60 i un 14% 65 anys o més.
L'edat mediana era de 38 anys. Per cada 100 dones de 18 o més anys hi havia 86,5 homes.
La renda mediana per habitatge era de 47.279 $ i la renda mediana per família de 59.872 $. Els homes tenien una renda mediana de 39.909 $ mentre que les dones 31.780 $. La renda per capita de la població era de 25.882 $. Aproximadament el 4% de les famílies i el 6,8% de la població estaven per davall del llindar de pobresa.

## Poblacions més properes
El següent diagrama mostra les poblacions més properes.